# Megascelus melanoproctus
Megascelus melanoproctus är en tvåvingeart som beskrevs av Artigas 1970. Megascelus melanoproctus ingår i släktet Megascelus och familjen Mydidae. Inga underarter finns listade i Catalogue of Life.